# Михайлов, Константин Иванович (лауреат Ленинской премии)
Константин Иванович Михайлов (1907—1981) — советский учёный и хозяйственный деятель, лауреат Ленинской премии (1964).

## Биография
Родился 27 июня 1907 года в Ростове-на-Дону.
В 1936 году окончил МВТУ имени Н. Э. Баумана, после чего работал на московском заводе № 214 Народного комиссариата оборонной промышленности, был начальником цеха, начальником ОТК. Позднее Михайлов был переведён на работу в Министерство авиационной промышленности СССР, до 1957 года возглавлял 5-е Главное управление этого Министерства.
В 1957 году Михайлов был назначен директором завода № 706 Государственного комитета по судостроению (ныне — Московский завод электромеханической аппаратуры). Под его руководством завод освоил производство и начал серийный выпуск гироскопов, систем управления ракет-носителей. Кроме того, завод изготовлял гироскопические приборы для первых искусственных спутников Земли и первых автоматических станций «Луна», космических кораблей и орбитальных станций. Завод был полностью реконструирован в соответствии с требованиями современности. В 1960—1964 годах параллельно с работой на заводе Михайлов возглавлял Научно-исследовательский институт № 944 (ныне — НИИ прикладной механики имени академика В. И. Кузнецова). 20 апреля 1964 года за разработку и запуск в серийное производства ракеты Р-16У Михайлову была присуждена Ленинская премия.
В 1964 году Михайлов был назначен заместителем Министра радиопромышленности СССР[уточнить]. С 1966 года заведовал кафедрой промышленной электроники Всесоюзного заочного энергетического института. Защитил докторскую диссертацию, был утверждён в должности профессора. С 1971 года и до самой своей смерти Михайлов был Генеральным директором ВДНХ СССР. Скончался 9 февраля 1981 года, похоронен на Новодевичьем кладбище Москвы.
Был награждён орденами Ленина, Октябрьской Революции, Отечественной войны 1-й степени, четырьмя орденами Трудового Красного Знамени (04.11.1940, «за достижения в создании и освоении новых винтов, радиаторов, приборов и агрегатов для Красного Воздушного Флота»; …; …; …), двумя орденами Красной Звезды, орденом «Знак Почёта» и рядом медалей.